# تاكويا سوغا
تاكويا سوغا (باليابانية: 菅井 拓也) (مواليد 2 أغسطس 1991)، هو لاعب كرة قدم سابق كان يلعب كمدافع.

## وصلات خارجية
- تاكويا سوغا على موقع رابطة كرة القدم اليابانية للمحترفين (اليابانية)
- تاكويا سوغا على موقع قاعدة بيانات كرة القدم.إي يو (الإنجليزية)
- تاكويا سوغا على موقع Soccerway.com (الإنجليزية)